# Национальное управление образования Финляндии
Национальное управление образования Финляндии (фин. Opetushallitus, швед. Utbildningsstyrelsen) — подразделение Министерства образования и культуры Финляндии, в ведении которого находится надзор и администрирование детских садов и яслей, системы дошкольного, основного школьного и дополнительного школьного образования, высшей (гимназической) ступени среднего образования, системы среднего профессионального образования, непрерывного образования взрослых, а также учреждений базового эстетического воспитания.